# セレフェディン・サボンジュール

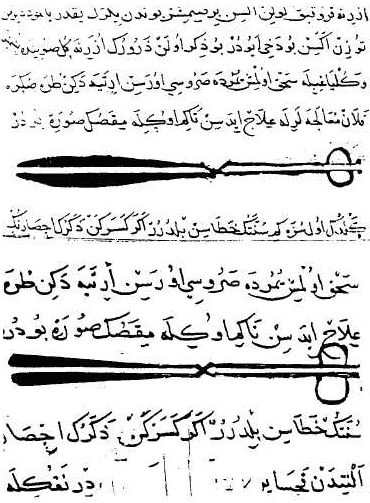
セレフェディンが割礼手術に用いていた二種類のハサミが描かれた文書資料

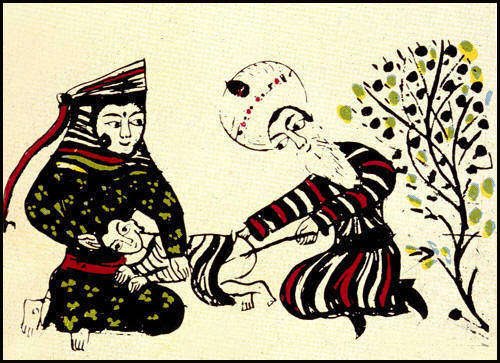
肛門狭窄（きょうさく）を患った子供に人工肛門を取り付けるサボンジュール。

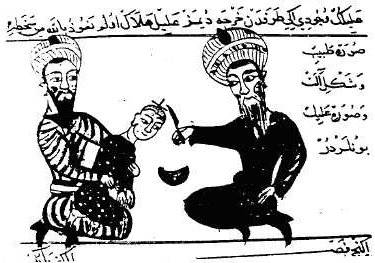
水頭症の治療法を、ミニチュア模型で患者に説明するサボンジュール。

セレフェディン・サボンジュール（オスマントルコ語： شرف الدّین صابونجی اوغلی, 1385年 – 1468年）は、中世オスマン帝国の外科医である。

## 概要
サボンジュールは、15世紀頃にオスマン帝国のアマスィヤという地域に在住していた。当時のアマスィヤは、商業、文化、芸術が栄えており、オスマンの中心地であった。サボンジュールは、この地域で1308年に開業されたアマスィヤ中央病院に弟子入りし、薬草の治療術を学んだ。